# ムハンマド・ハムザ・アッ＝ズバイディー
ムハンマド・ハムザ・アッ＝ズバイディー（アラビア語: محمد حمزة الزبيدي, Muḥammad Ḥamza al-Zubaydī、1938年 - 2005年12月2日）は、イラクの元政治家で、元首相、元副首相。サッダーム・フセイン政権下で数少ないシーア派ムスリムの旧政権高官、バアス党幹部である。1991年に起きたシーア派住民虐殺に関与していた。

## プロフィール
ズバイディーは1938年、イラク中南部バービル県のマハウィールという街に生まれた。1953年、バアス党に入党し、58年に正式な党員になるが、非合法活動に参加したとして、逮捕され、西部ラマーディーに追放、自宅軟禁を受ける。同年、クーデターでハーシム王制が打倒されると、1962年にバアス党ラマーディー支局メンバーに選ばれるが、今度はアブドゥル＝カリーム・カースィム政権によるバアス党弾圧でイラク国外に亡命。1963年2月にカースィム政権が崩壊すると帰国し、1964年にラマーディー支局長、次に中部・ユーフラテス支局長に選出され、1968年のバクル政権発足までこの地位にあった。1968年、レバノンで開かれた第9回アラブ民族主義会議に代表として出席。同年には革命指導評議会顧問に任命され、その後ニーナワー県、ディヤーラー県、ワーシト県の党支部長、1973年には革命指導評議会・アラブ関係事務局メンバー、1974年、地方議会にあたる人民評議会議員、1977年、国民議会議員を歴任。豊富な党務・地方行政経験が買われ、1982年、党地域指導部メンバーに選出され、運輸通信大臣として入閣した。
1986年から1992年まで、バアス党北部局事務局長職にあり、クルド人の弾圧や大量虐殺に関与。1991年、副首相就任。湾岸戦争の停戦後に起きた、シーア派住民による反政府蜂起の鎮圧を指揮。悪名高いアリー・ハサン・アル＝マジードと共に、捕らえられたシーア派住民に暴行を加えて、「どいつか一人を処刑すれば他の連中も自白するだろう」と話している、記録映像が残されている。同じ、シーア派でありながら、同胞にも断固とした処置を取ったことで、サッダームの信任を受け、同年9月には首相に任命されている。このため、スバイディーは「シーア派の虐殺者」というあだ名を付けられた。だが、ターリク・アズィーズが政権崩壊後に語ったところでは、「彼はこの任務を引き受けることを躊躇していた」と述べている。
1992年には、同じく反乱を起こしていたマーシュ・アラブ人に対する弾圧も指揮し、この時にバアス党幹部に命令する様子が、同じく記録映像に残されている。1993年に、一か月前に起きたクーデター未遂事件の調査報告を怠たい、経済立て直しの失敗の責任を取る形で、首相職を解任された。1994年、副首相に就任。1998年には党地方組織局・中部局長兼ユーフラテス局長に就任し、シーア派住民の動向を監視する役目を勤めた。2000年には革命指導評議会メンバーに選出されたが、2001年5月、ズバイディーは突如、党の全職を解任され、事実上の党務と政界からの引退を強いられた。公式には「健康上の理由」で引退したと発表された。
2003年、イラク戦争開戦後の4月21日、ヒッラの自宅にて、アフマド・チャラビー率いるイラク国民会議の民兵組織「自由イラク軍」に息子と共に拘束され、アメリカ軍に引き渡された。（息子は後に釈放） 2004年7月、イラク特別法廷にて1991年に起きたナジャフにおけるシーア派市民に対する「大量虐殺」の容疑で訴追されるが、2005年12月2日、拘置施設で突然胸の痛みを訴え、アメリカ陸軍病院に搬送されたが、間もなく死亡が確認された。67歳であった。遺体は、ヒッラの墓地に埋葬された。
アメリカ軍は死亡原因を発表しなかったが、その後、バルザーン・イブラーヒーム・ハサンが自身の裁判中に、ズバイディーがガンで死亡したことを明かし、アメリカ軍が、拘置所で何ら治療も行わなかったと批判した。
2006年5月1日、アル＝アラビーヤが、ズバイディーの遺体を住民が足で蹴る等、遺骸を傷つける行為を行っている映像を放映した。
撮影日時・場所は不明だが、ズバイディーの遺体を検死解剖のため、米軍拘置施設からイラク保健省に引き渡された時に、事件が起こったものと見られている。米軍は抗議したが、イラクのアリー・ガーリブ内務副大臣は、「住民の犯罪者に対する自発的な怒りの表れ」と不可抗力だったとの見解を示した。